# Siro valleorum
Pour les articles homonymes, voir Siro (homonymie).
Espèce
Siro valleorum est une espèce d'opilions cyphophthalmes de la famille des Sironidae.

## Distribution
Cette espèce est endémique de Lombardie en Italie. Elle se rencontre dans les provinces de Bergame et de Brescia.

## Description
Les mâles mesurent de 1,66 à 1,84 mm et les femelles de 1,81 à 1,99 mm.

## Étymologie
Cette espèce est nommée en l'honneur de Marco Valle et Antonio Valle.

## Publication originale
- Chemini, 1990 : « Siro valleorum n. sp. a new cyphophthalmid from the Italian Alps (Arachnida: Opiliones: Sironidae). » Rivista del Museo Civico di Scienze Naturali Enrico Caffi, vol. 14, p. 181-189 (texte intégral).